# Meunasah Jeumpa
Meunasah Jeumpa is een bestuurslaag in het regentschap Aceh Besar van de provincie Atjeh, Indonesië. Meunasah Jeumpa telt 114 inwoners (volkstelling 2010).